# Taibainus shanensis
Taibainus shanensis là một loài nhện trong họ Linyphiidae.
Loài này thuộc chi Taibainus. Taibainus shanensis được Andrei V. Tanasevitch miêu tả năm 2006.